# Teor (Udine)
Teor (friülà Teôr) és un antic municipi italià, de la província d'Udine. És a la regió de la Bassa Friülana. L'any 2007 tenia 2.044 habitants. Limitava amb els municipis de Palazzolo dello Stella, Pocenia, Rivignano i Ronchis.
El 2014 es fa fusionar amb el municipi de Rivignano creant així el nou municipi de Rivignano Teor, després de la celebració d'un referèndum on la majoria dels habitants van votar favorablement. Actualment és una frazione del nou municipi.

## Administració
| Període | Identitat          | Partit        |
| ------- | ------------------ | ------------- |
| 2004- ? | Fabrizio Mattiussi | Llista cívica |